# ハリケーン・イルマ
ハリケーン・イルマ（英語: Hurricane Irma）は、2017年8月末に発生、9月中旬に熱帯低気圧に変化した超大型ハリケーン。発生後から消滅する9月までにかけて、周辺国家に甚大な被害を引き起こした。以下、単に「イルマ」と呼称する。
なお、2005年10月に、同じようにカリブ海諸国などを襲ったメジャー・ハリケーン、「ウィルマ」とは関係ない。Irmaの英語読みは「アーマ」が近いが、日本のほとんどの報道機関では「イルマ」という読み方を採用している。

## 概要
ハリケーンの分類中最大のカテゴリー5に属する超大型ハリケーンであり、2017年9月8日時点で最大風速は約81メートルに達した。
なお、キューバにカテゴリー5のハリケーンが直撃したのは1924年以来93年ぶりで、あまりの強風により現地気象観測所の観測機器が破壊されたという。
イルマのアメリカ合衆国上陸直前にはカテゴリー4に属するハリケーン・ハービーがテキサス州で壊滅的な被害を発生させており、アメリカ合衆国本土にカテゴリー4以上のハリケーンが1年以内に2つ上陸するのは史上初。

## 発生から消滅までの時系列

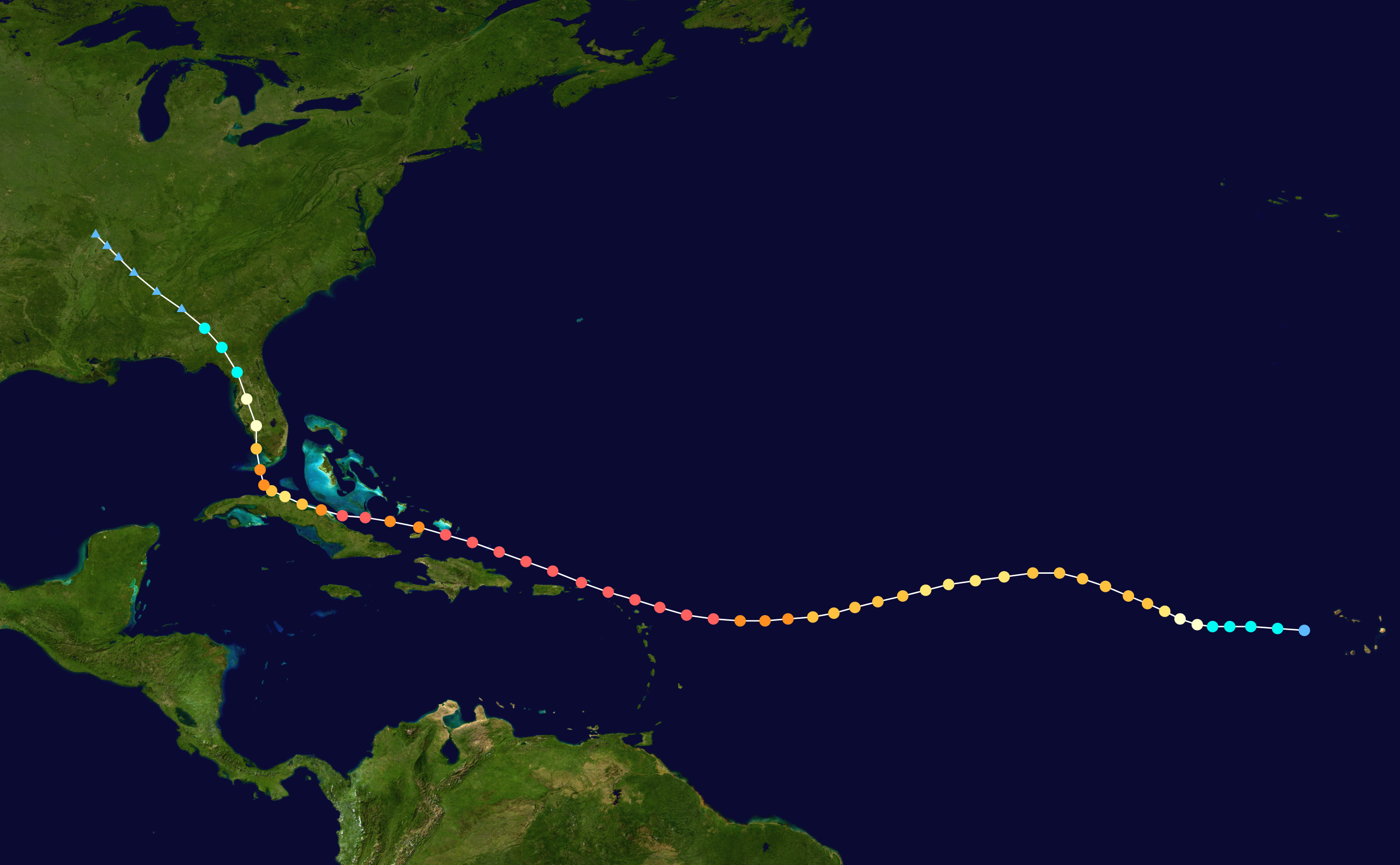
進路図

### 9月5日
アメリカ合衆国立ハリケーンセンター（NHC）によりイルマの勢力について「カテゴリー5、中心気圧931ミリバール、最大風速約秒速80メートル、予想進路上を時速22キロメートルで進行中」の情報が報じられた。

### 9月6日
アメリカ合衆国領プエルトリコの北を通過した。同地では人口約300万人の半数世帯以上で停電が発生した。
同じくイルマの直撃を受けたアンティグア・バーブーダでは子供1人の死者が発生しているほか、この時点でバーブーダ島全域が冠水、建造物95％に何らかの被害を受けての「ほぼ居住不可能」が報じられた。
同日中にNHCはイルマの速度を時速24キロメートル、被害予想を「壊滅的になり得る」と予想した。
アメリカ合衆国大統領ドナルド・トランプがフロリダ州、アメリカ合衆国領プエルトリコ、アメリカ合衆国領ヴァージン諸島に非常事態を宣言、アメリカ合衆国連邦政府の災害支援を発動。同日中にフロリダ州もキーウェスト諸島に対し避難命令を発令。これはアメリカ史上最大の警戒態勢だった。

### 9月7日
カリブ海のイギリス領ヴァージン諸島に上陸し、直撃を受ける形になった同地域は非常事態宣言を行った。この時点で周辺で既に14名の死者が発生していることが伝えられていた。また、被害地域内で刑務所が損壊する被害が発生し、受刑者100人以上が脱走した。イギリス政府はこの脱走者の対処のために本国からも警察官を派遣している。
フランス領サン・マルタン島ではサン・マルタン空港が破壊され、領内建造物のほとんどが全壊し、7名の死者が報告された。また、同じ島の南半分であるオランダ領シント・マールテンでも1人が死亡、数人の負傷者が発生している。
7日時点でも発生から33時間を経過して最大風速82メートルを保っており、フランスの気象当局はAFP通信社の取材に対し「これだけ猛烈な勢力がこれほど長い時間続くのは、人工衛星の時代に観測されたことがない」「その上、イルマはまだ勢力を保っている」と述べた。
この時点で、9日の直撃を予想されていたフロリダ州も非常事態宣言を発令し、同予想進路内ではアメリカ海軍もフロリダ州南端のキーウェスト付近にある海軍飛行場勤務者とその家族約5,000人に避難を要請した。

### 9月8日
イギリス政府はイギリス領ヴァージン諸島へのイルマ上陸を受け、本国外領土に対する支援金額を3,200万ポンドに決定した。また、到着まで2週間掛かるものの、同日にイギリス海軍のヘリコプター揚陸艦オーシャンの派遣も決定している。その他、人道支援専門家と避難所設営セット200個を同地へ派遣した。

### 9月9日
中心気圧930ヘクトパスカル、最大風速69メートルになり規模がカテゴリー4に弱まり、キューバの北の沿岸付近を西に時速約20キロメートルで進んだ。

### 9月10日
イルマは10日午後3時過ぎ、キューバ北岸をかすめてアメリカ合衆国のフロリダ州に上陸した。10日時点での勢力はカテゴリー1に弱まっていた。
イルマの直撃を受けたキューバでは最大風速70メートル超を観測、気象観測所の観測機器が損傷、高波が防波堤を越堤、沿岸地域の広範囲で停電したほか、民家および観光施設に被害が出た。
フロリダ州フロリダキーズでは家屋が土台から吹き飛ばされ、トレーラーハウスが横倒しになるなどの甚大な被害を受けたほか、幹線道路が瓦礫により通行不可となった。
カテゴリーを落としてトロピカルストームになってからも暴風雨と高波は衰えず、同州北東部の州最大都市、ジャクソンビルでは100年に一度という記録的高潮と洪水が発生、市中心部や住宅街が2メートル以上水没し、また、マイアミのように厳戒態勢が敷かれていなかったために、自宅に留まっていた住民も多かったことで数千人が救助される事態が発生した。この原因として、イルマと、その南東に存在していたハリケーン・ホセの影響により、高波が層状に重なったことで、想定を超えた高波が発生したためと専門家は指摘している。
一方で、10フィート以上ともいわれる高潮浸水被害が心配された州内第2の大都市タンパとその周辺一帯では、予報の進路より東にずれたため、さほど深刻な被害は発生せず、市長が「我々は幸運だった」と発言している。
この日、フロリダ州全域630万人に避難命令および、大統領令で州非常事態宣言と緊急予算措置の許可が行われた。

### 9月11日
フロリダ州に上陸後となる11日朝に熱帯低気圧に変わった。
フロリダ州を北に抜けたイルマはその後、ジョージア州で約93万世帯、サウスカロライナ州で約17万世帯の停電を発生させた。
フロリダ州知事のリック・スコットは上空から被害状況を視察した後、記者会見で「広い範囲で被害が出ているため、電気・水道の完全復旧に時間がかかる」という見通しを示した。この時点でフロリダ州の被災地域内固定電話回線は760万件が不通となっており、同地域内での携帯電話関連設備も約27％が被害を受け、連邦通信委員会の調査によればマイアミ・デイド郡以下5郡の被害が特に大きく、基地局の半分以上が機能不全を起こしている。
しかし、エンキ・リサーチはイルマによる被害総額見積もりを当初の2,000億ドル（約21兆6000億円）から490億ドル（約5兆3,600億円）に引き下げた。

## 消滅後
9月12日時点でのアメリカ合衆国内でイルマの影響により停電した地域は約730万戸、死者40人となっており、11日午後10時時点でも停電が復旧できない世帯は約310万戸になっている。
フランス大統領のエマニュエル・マクロンは2017年9月12日にイルマの被害を受けたフランス海外領土のグアドループおよびサンマルタン島を訪問した。
国際名Irmaは、この年限りで引退となった。代わりにIdaliaという国際名に変更となった。

### 支援活動

#### 国家
日本の外務省は2017年9月14日、キューバ共和国より支援要請を受け、緊急援助物資の給与を決定した。

#### 個人、団体ほか
2017年9月14日にはアメリカの主要テレビ局で放映された『ハンド・イン・ハンド』にジョージ・クルーニー、ジャスティン・ビーバー、ジュリア・ロバーツ、トム・ハンクス、ルピタ・ニョンゴ、オプラ・ウィンフリーらが出演し、1,500万ドル（約16億円）を超す寄付金が集められた。
元NBAの元バスケットボールプレイヤーであるティム・ダンカンは出身地のアメリカ領ヴァージン諸島のセント・クロイ島がイルマの直撃を受けたことを受け、9月15日に約9トン分の食料品を現地に運び入れたほか、アメリカ領バージン諸島救済基金を立ち上げ、9月17日時点で250万ドル（約2億8千万円）の寄付金を集めている。